# Joan Maria Tarruella Manzanares
Joan Maria Tarruella Manzanares (Barcelona, 1925 - 2007) fou esportista i directiu de tennis taula català.
Practicà diversos esports. En atletisme, fou campió de Catalunya dels 110 m tanques (1950) amb el Club Natació Barcelona. Jugà a hoquei amb el Reial Club de Polo de Barcelona i el Futbol Club Barcelona, a futbol amb el Gimnàstic de Tarragona, i a bàsquet, billar, handbol i tennis, però destacà en el tennis de taula. Començà a les Escoles Pies i es federà el 1944. Formà part de l'AA Gràcia, el Playa de Oro i l'Ariel, amb el qual es proclamà campió de Catalunya i d'Espanya per equips (1952) i subcampió d'Espanya individual (1953). El 1954 disputà el Campionat del Món. Per motius de feina residí sis anys a Sevilla, on guanyà dotze títols d'Andalusia. El 1964 deixà la competició entrà com a directiu en el Club Ariel, en el qual arribà a ser vicepresident, i el 1953 va entrar a la Federació Catalana de Tennis de Taula com a delegat de competicions amb Joan Brugada de president. Durant la seva estada a Sevilla va ser vicepresident de la Federació Andalusa entre 1957 i 1961, i de la Sevillana el 1962. De tornada a Catalunya, el 1965 el van nomenar seleccionador estatal i a finals d'aquell any va passar a ser el president de la Federació Barcelonesa de Tennis de Taula, fins al 1973. Durant la seva època a Andalusia va ser vocal de la Federació Espanyola de Tennis de Taula, i de 1977 a 1981, vicepresident sota el mandat de Joan Salichs. A finals de 1982, va ser elegit president de la Federació Catalana de Tennis de Taula, que el 1983 va organitzar els Campionats de Catalunya absoluts a Palafrugell. Va ocupar la presidència fins a finals de 1985, quan el va substituir Jordi Prat Puigdengolas, i posteriorment, des de 1988 fins a 1993, va ser el secretari general de la UFEC. Fou coautor del llibre Història del tennis de taula català.